# كولن ستيل
كولن ستيل (بالإنجليزية: Colin Steele)‏ هو عازف جاز بريطاني، ولد في 17 فبراير 1968.

## وصلات خارجية
- كولن ستيل على موقع ميوزك برينز (الإنجليزية)
- كولن ستيل على موقع أول ميوزيك (الإنجليزية)
- كولن ستيل على موقع ديسكوغز (الإنجليزية)